# Теуэльче (язык)
Теуэльче (Tehuelche, Aoniken, Gunua-Kena, Gününa Küne, Gününa Yajich, Gununa-Kena, Inaquen) — индейский язык, на котором говорили племена теуэльче (Aonikenk или Aonek’o 'ajen) в центральной зоне провинции Чубут в Аргентине, которые были первоначальными кочевыми охотниками из Чили, почти все перешли на арауканский язык (мапудунгун, мапуче) и говорят на нём как на своём главном языке. Будучи совершенно отдельными друг от друга, племена теуэльче существенно повлияли на эти 2 языка и культуры.

## Статус и текущая заявочная программа
Сегодня в Патагонии говорят несколько человек. Он существует в Рекультивационном плане Tehuelche Language под названием «Kkomshkn e winne awkkoi» a'ien - мне не стыдно говорить на теуэльче », отвечающий за общинную группу Anseunkkeaukentsh (мы много теуэльче).